# Alberto Marini
Alberto Marini (Torino, 3 settembre 1972) è uno sceneggiatore, regista cinematografico e produttore cinematografico italiano che lavora per il cinema spagnolo.

## Biografia
Nato a Torino, si è laureato in giurisprudenza all'Università degli Studi di Torino, successivamente ottiene un master in gestione di progetti audiovisivi alla Media Business School. Nel 1999 si trasferisce a Barcellona, dove incomincia a lavorare come direttore dello sviluppo per la società di produzione Filmax. Ha collaborato come consulente allo script in film come L'uomo senza sonno, The Backwoods - Prigionieri nel bosco, Transsiberian, Valérie - Diario di una ninfomane e per la serie televisiva Polseres vermelles.
È stato produttore esecutivo dei film franchise Rec, diretti da Jaume Balagueró e Paco Plaza, ha inoltre prodotto Il cammino per Santiago di Emilio Estevez. Nel 2011 ha scritto e prodotto Bed Time, di Jaume Balagueró, e dalla sceneggiatura ha anche scritto e pubblicato un omonimo romanzo, seppur con alcune differenze rispetto al film.
Nel 2011 ha fondato la casa di produzione Rebelión Terrestre Films, Los últimos días dei fratelli Pastor è stato uno dei primi film prodotti. Nel 2015 ha ottenuto una candidatura ai premi Goya 2016 per la migliore sceneggiatura originale di Desconocido - Resa dei conti. Nello stesso anno ha esordito alla regia con il lungometraggio horror Summer Camp.

## Filmografia

### Sceneggiatore
- Que sera sera, regia di Alberto Marini (1995) - cortometraggio
- Scomparsa, regia di Alberto Marini (1998) - cortometraggio
- I delitti della luna piena (Romasanta), regia di Paco Plaza (2004)
- Film per non dormire: affittasi (Películas para no dormir: Para entrar a vivir), regia di Jaume Balagueró (2006)
- Bed Time (Mientras duermes), regia di Jaume Balagueró (2011)
- Extinction - Sopravvissuti (Extinction), regia di Miguel Ángel Vivas (2015)
- Desconocido - Resa dei conti (El desconocido), regia di Dani de la Torre (2015)
- Summer Camp, regia di Alberto Marini (2015)
- Tuo figlio (Tu hijo), regia di Miguel Ángel Vivas (2018)
- Feedback, regia di Pedro C. Alonso (2019)

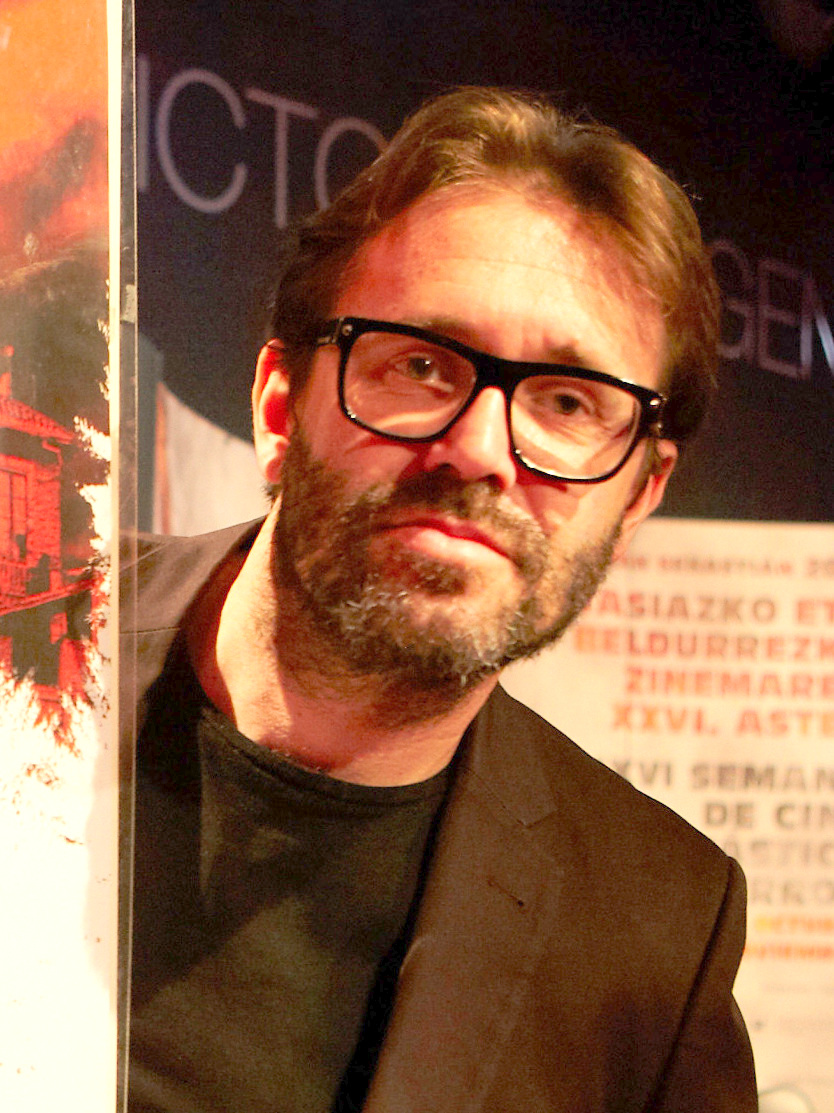
Alberto Marini a fianco della locandina del suo primo film da regista Summer Camp.

### Regista
- Que sera sera (1995) - cortometraggio
- Scomparsa (1998) - cortometraggio
- Summer Camp (2015)

### Produttore
- Rec, regia di Jaume Balagueró e Paco Plaza (2007)
- Cobardes, regia di José Corbacho e Juan Cruz (2008)
- Paintball, regia di Daniel Benmayor (2009)
- Rec 2, regia di Jaume Balagueró e Paco Plaza (2009)
- Il cammino per Santiago (The Way), regia di Emilio Estevez (2010)
- Bed Time (Mientras duermes), regia di Jaume Balagueró (2011)
- Le avventure di Fiocco di Neve (Floquet de Neu), regia di Andrés G. Schaer (2011)
- Rec 3 - La genesi (REC 3: Génesis), regia di Paco Plaza (2012)
- The Last Days (Los últimos días), regia di David Pastor e Àlex Pastor (2013)